# Startup.com
Pour les articles homonymes, voir Startup (homonymie).
Pour plus de détails, voir Fiche technique et Distribution.
Startup.com est un film américain réalisé par Chris Hegedus et Jehane Noujaim, sorti en 2001.

## Synopsis
Le film évoque le phénomène jeune-pousse (start-up), relatant l'histoire des dirigeants de la société govWorks (en) (govWorks.com) juste avant l'éclatement de la bulle Internet.

## Fiche technique
- Titre : Startup.com
- Réalisation : Chris Hegedus et Jehane Noujaim
- Scénario :
- Photographie : Jehane Noujaim
- Montage : Pedro Pablo Celedón, Chris Hegedus, Erez Laufer et Jehane Noujaim
- Production : D. A. Pennebaker
- Société de production : Noujaim Films et Pennebaker Hegedus Films
- Pays :  États-Unis
- Genre : Documentaire
- Durée : 107 minutes
- Dates de sortie : 
  -  États-Unis : 1er juin 2001

## Distinction
Le film a reçu le DGA Award de la meilleure réalisation pour un documentaire.